# Amarillo (orkester)
Amarillo (även Amarillo-orkesteri) var en finländsk jazzorkester, som utmärkte sig med så kallad dragspelsjazz. Orkestern var verksam i Finland under slutet av 1920-talet och under större delen av 1930-talet.
Amarillo föddes ur frivilla brandkåren VPK i Mariefors och blev sedermera den största konkurrenten till den berömda orkestern Dallapé. Amarillo bestod av violinisten Teijo Joutsela, dragspelaren Aimo Andersson ("A. Aimo"), trumpetaren Melker Asklöf, mandolinisten Aatto Halminen, saxofonisten Paavo Pohjola, trummisen Heikki Puttonen, dragspelaren Ernst Andersson, sousafonisten Totte Andersson samt dragspelaren och orkesterns dirigent, Väinö Andersson. Aimo Andersson var verksam i orkestern åren 1931–1932 och Kauko Käyhkö spelade gitarr i Amarillo åren 1933–1936. Teijo Joutsela var aktiv åren 1930–1935.
Amarillo gjorde sin första skivinspelning 1931 och verkade fram till 1932. Vid tiden hade orkestern flera sångsolister; däribland Georg Malmstén, Eugen Malmstén, Aimo Andersson, J.V. Heimo, Ville Ruusunen (Reino Palmroth), Teijo Joutsela, Mauno Tamminen, Arvi Hänninen, Reino Volanen och Heikki Tuominen. Amarillo återkom med skivinspelningar 1935, då med Matti Jurva som sångare.